# Trapezoid

Przykładowy trapezoid

Trapezoid – rodzaj czworokąta definiowany dwojako, nierównoważnie:
- w sensie szerokim jest to dowolny czworokąt niebędący trapezem, czyli trapezoid nie ma równoległych boków[1][2];
- w sensie wąskim jest to czworokąt wypukły o powyższej własności[3][4][5][6].